# Dichaea poicillantha
Dichaea poicillantha är en orkidéart som beskrevs av Rudolf Schlechter. Dichaea poicillantha ingår i släktet Dichaea och familjen orkidéer.
Artens utbredningsområde är Costa Rica. Inga underarter finns listade i Catalogue of Life.